# Dumortieropsis
Dumortieropsis là một chi rêu trong họ Monosoleniaceae.